# Падальники
Падальники — вернакулярна назва великих птахів, які здебільшого живляться падлом. До них відносять представників двох родин з підкласу кілегрудих — 16 видів з яструбових ряду соколоподібних та 7 видів з американських грифів ряду лелекоподібних. Раніше обидві ці родини зараховували до єдиного ряду денних хижих птахів.
Цих падальників розрізняють за розміром, живленням та місцем поширення.

## Опис
Загальний розмір усіх падальників досить великий, втім американські види значно перевершують європейські, азійські та африканські види.
Довжина американських падальників коливається від 80 см до 1,2 м, розмах крил — від 1,4—3 м. Вага до 12 кг. У більшості голова середнього розміру, тулуб кремезний. Голова гладенька, як правило, має дуже мало пір'я або без нього. Дзьоби та кігті міцні. Хвіст короткий.
Довжина африканських, європейських та азійських падальників загалом коливається від 60 см до 1 м, розмах крил від 45 до 75 см, вага 5—10 кг.
Втім усі вони мають схожі ДНК.

## Спосіб життя
Об'єднує усіх падальників те, що здебільшого вони живуть високо у горах або передгір'ях. Лише деякі полюбляють деревну місцину. Зустрічаються до висоті 7000 м над рівнем моря. Ці птахи можуть подовгу ширяти у повітря, виглядаючи поживу. Досить сильні, потужні.
Усі падальники відкладають від 1 до 2 яєць, дуже зрідка 3. Самці та самиці оберігають гніздо та яйця. Дуже турботливі батьки.

## Живлення
Головний принцип, який поєднує цих птахів є вид живлення. Усі вони птахи-некрофаги.
Втім і тут є різниця. Низка птахів вживає лише падло (американські грифи), а інші (європейські, азійські та африканські падальники) можуть живитися хворими, слабкими тваринами (оленями, вівцями, сарнами), черепахами, плодами, зокрема винної та фінікової пальм, екскрементами тварин.

## Значення падальників
Екологічна роль цих великих хижих птахів дуже важлива. Споживаючи падло, вони запобігають розповсюдженню хвороб, епідемій, запобігають поширенню смороду від трупів. Втім це часто призводить до загибелі самих тварин, з огляду на погіршення екології та харчування.

## Американські падальники
Мешкають у Північній та Південній Америці:
- Coragyps atratus
- Гриф-індичка Cathartes aura
- Мала жовтоголова катарта Cathartes burrovianus
- Велика жовтоголова катарта Cathartes melambrotus
- Каліфорнійський кондор Gymnogyps californianus
- Андійський кондор Vultur gryphus
- Королівський гриф Sarcoramphus papa

## Падальники Європи та Азії
Мешкають у більшій частині Європи, Північній Африці, Передній, Середній та Південній Азії:
- Гриф чорний, Aegypius monachus
- Ягнятник або бородань, Gypaetus barbatus
- Сип білоголовий, Gyps fulvus
- Стерв'ятник, Neophron percnopterus

## Південноазійські падальники
Мешкають у Пакистані, Індії, деяких районах Індокитаю.
- Бенгальський гриф, Gyps bengalensis.
- Сип індійський , Gyps indicus
- Сип тонкодзьобий , Gyps tenuirostris
- Гималайський гриф або сніжний гриф, Gyps himalayensis
- Sarcogyps calvus

## Африканські падальники
Мешкають лише в Африці.
- Torgos tracheliotus
- Trigonoceps occipitalis
- Gypohierax angolensis
- Гриф Рюппеля, Gyps rueppelli
- Африканський гриф, Gyps africanus
- Gyps coprotheres
- Necrosyrtes monachus

## Падальники України
- Гриф чорний, Aegypius monachus
- Сип білоголовий, Gyps fulvus
- Стерв'ятник, Neophron percnopterus